# Tucze
Tucze – wieś w Polsce położona w województwie zachodniopomorskim, w powiecie łobeskim, w gminie Dobra, nad jeziorem Woświn.
W latach 1975–1998 miejscowość administracyjnie należała do województwa szczecińskiego. 

## Zabytki
- pałac[3]
- kościół został wzniesiony w 1862 roku.

We wsi znajduje się także Centrum Kształcenia, świetlica wiejska, plac zabaw oraz boisko do piłki nożnej.